# Nastassja Kinski
Nastassja Aglaia Kinski (n. 24 ianuarie 1961, Berlinul de Vest) este o actriță și fost model german care a apărut în peste 60 de filme europene și americane. A câștigat un Premiu Globul de Aur pentru rolul personajului de titlu din filmul lui Roman Polanski - Tess (1979). În 1980, Nastassja Kinski era deja recunoscută ca un adevărat sex simbol. Fotografia nud, cu un piton alături, realizată de Richard Avedon era poster în multe case și reviste.

## Biografie

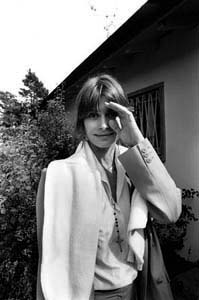
În 1989

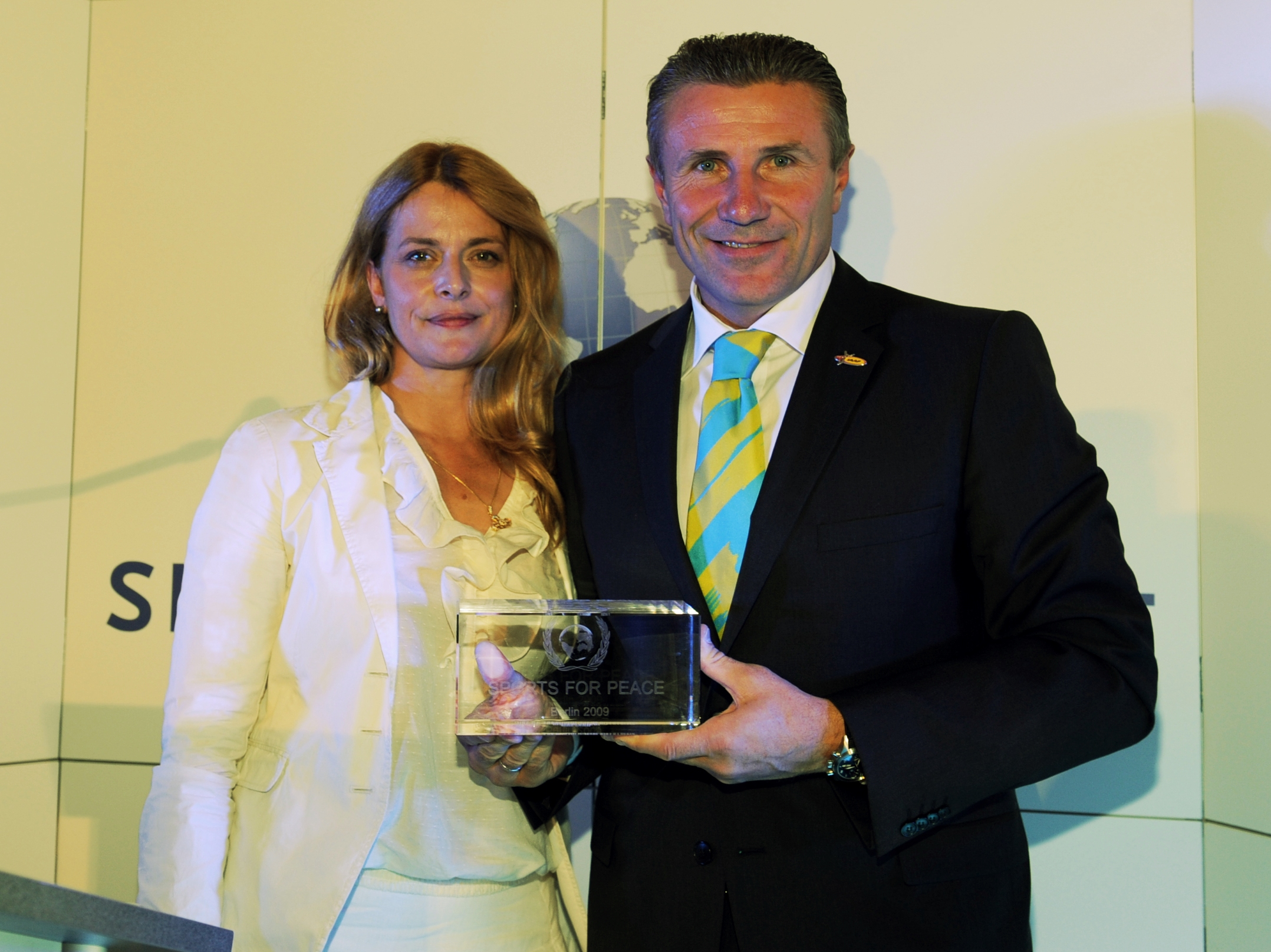
Nastassja Kinski & Serhii Bubka în 2009

S-a născut pe 24 ianuarie 1961 în Berlinul de Vest, cu numele Nastassja Aglaia Nakszynski, în familia actorului german Klaus Kinski și a actriței Ruth Brigitte Tocki. Are și rădăcini poloneze.
Și-a început cariera în Germania, ca model. Debutul în film îl datorează Lisei Kreuzer, pentru rolul Mignon din filmul The Wrong Move, în regia lui Wim Wenders. Însă cel mai amplu rol într-un film l-a avut în serialul Tatort, regizat de Wolfgang Petersen, episodul Reifezeugnis. În 1976 a jucat într-un film horror, producție britanică, To the Devil a Daughter. Și-a câștigat celebritatea apărând goală în aceste producții, chiar dacă nu era încă majoră. Pentru că aceste acuzații au fost numeroase, de aici s-a creat și controversa legată de data nașterii sale. Mai mult, ea a declarat pentru W Magazine mai târziu, la maturitate, că s-a simțit exploatată de acești producători și regretă mult. "Dacă aș fi avut pe cineva care să mă protejeze, dacă aș fi avut mai multă siguranță și încredere în mine, nu aș fi acceptat anumite lucruri. Iar acest gând mă macină".

## Filmografie selectivă
- The Wrong Move (1975)[6]
- To the Devil a Daughter (1976)[8]
- Tatort: Reifezeugnis (1977)[9]
- Passion Flower Hotel (aka Boarding School, 1978)
- Così come sei (aka Stay As You Are, 1978)[10]
- Tess (1979)[11]
- One from the Heart (1982)[6]
- Cat People (1982)
- Exposed (1983)
- Frühlingssinfonie⁠(de)[traduceți] (aka Spring Symphony, 1983)
- Moon in the Gutter (1983)
- Maria's Lovers (1984)
- Paris, Texas (1984)
- The Hotel New Hampshire (1984)
- Unfaithfully Yours (1984)
- Harem (1985)
- Revolution (1985)
- Maladie d'amour⁠(fr)[traduceți] (1987)
- Torrents of Spring (1989)
- Crystal or Ash, Fire or Wind, as Long as It's Love (1989)
- Humiliated and Insulted (1991)
- The Sun Also Shines at Night (1990)
- The Secret (1990)
- Faraway, So Close! (1993)
- Terminal Velocity (1994)
- Crackerjack (1994)
- The Ring (1996)
- Fathers' Day (1997)
- One Night Stand (1997)
- Bella Mafia (1997)
- Little Boy Blue (1997)
- Savior (1998)
- Susan's Plan (1998)
- Playing by Heart (1998)
- Your Friends & Neighbors (1998)
- The Lost Son (1999)
- The Intruder⁠(fr)[traduceți] (1999)
- The Claim (2000)
- The Magic of Marciano (2000)
- Time Share (2000)
- Quarantine (2000)
- An American Rhapsody (2001)
- The Day the World Ended (2001)
- Town & Country (2001)
- Blind Terror (TV 2001)
- Say Nothing (2001)
- Cold Heart (2001)
- Diary of a Sex Addict (2001)
- .com for Murder (2002)
- Paradise Found (2003)
- Les Liaisons dangereuses (miniserial TV din 2003)
- À ton image (2004)
- La Femme Musketeer (Film TV 2004)
- Inland Empire (2006)
- Sugar (2013)